# Solanum dianthophorum
Solanum dianthophorum är en potatisväxtart som beskrevs av Michel Félix Dunal. Solanum dianthophorum ingår i släktet skattor som ingår i familjen potatisväxter. Inga underarter finns listade i Catalogue of Life.